# Władysław Cichorski
Władysław Cichorski (né en 1822, mort le 8 juin 1876) est un partisan de l'Insurrection de janvier.

## Biographie
Il était le fils du conseiller d'État et sénateur Wincenty Cichorski (pl) et Émilie Zápoľský. Il fait ses études secondaires à Varsovie et étudie ensuite à l'Institut agronomique de Marymont (pl).
Le 22 janvier 1863 commence l'insurrection de janvier. Dans la nuit du 23 au 24, à la tête d'une petite troupe de 50 personnes, Cichorski marche sur Wysokie Mazowieckie, puis sur Tykocin. Le 27 janvier il s'empare de la gare de Czyżew et prend le contrôle d'une section de la ligne de chemin de fer Varsovie-Saint-Pétersbourg, mais il doit vite renoncer.
Replié pendant trois jours à Ciechanowiec, il accueille les volontaires qui viennent grossir ses rangs. Le 2 février à la tête de deux mille hommes il déménage à Siemiatycze où ses troupes fusionnent avec celles de Roman Rogiński, de la faction des Blancs. Il est promu par le Gouvernement national provisoire au grade de colonel. Il a alors sous son commandement environ 3000 hommes, dont 800 en uniforme de cavalerie.
À la bataille de Siemiatycze (pl), les 6 et 7 février, il est contraint à la retraite par les troupes russes du général Zachar Maniukin. Avec 700 hommes, Cichorski se retire dans la forêt blanche (pl) et lance des raids sur les avant-postes russes. Après une pause dans l'action il prend part à la bataille d'Osówka (14 octobre). Il est nommé responsable de la région de Prusse-Occidentale, mais bientôt il est arrêté et emprisonné à Chełmno d'où il parvient à s'échapper.
À la fin de l'insurrection, Cichorski se rend à Dresde, puis en Suisse. En 1866 s'installe en France. En 1870, il participe à la Guerre franco-allemande. Après la chute de la Commune de Paris, il doit quitter la France et se rend en Roumanie, où il travaille sur la construction du chemin de fer. Il travaille ensuite comme gestionnaire d'une coopérative alimentaire à Stanislav en Galicie. Le 8 juin 1876, il met fin à ses jours.

## Sources
- (pl) Cet article est partiellement ou en totalité issu de l’article de Wikipédia en polonais intitulé « Władysław Cichorski » (voir la liste des auteurs).